# Ан Гён

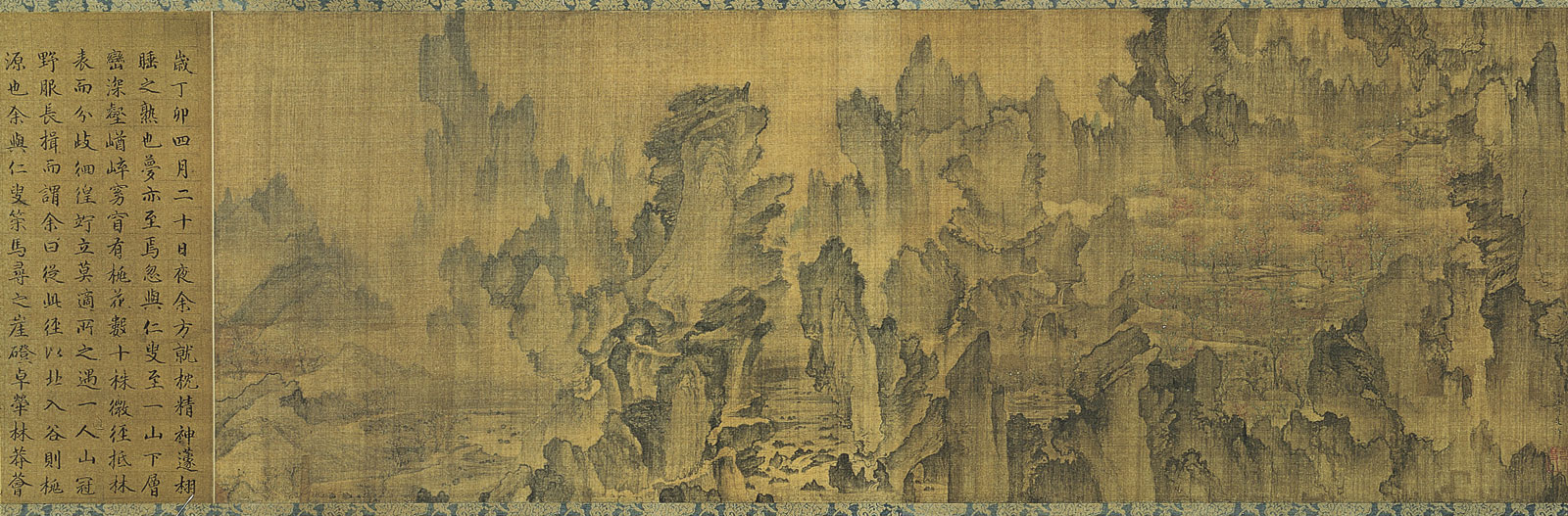
Путешествие-сон к берегу Цветов персика (1447)

Ан Гён (кор. 안견, 安堅, род. и ум. в XV столетии, Сосан) — выдающийся корейский художник эпохи Чосон, известный своими пейзажами, выполненными в традиционном восточноазиатском стиле. Его творчество оказало значительное влияние на развитие корейской живописи.

## Биография
Родился в деревне близ города Сосан (кор. 서산) в юго-западной корейской провинции Чхунчхон-Намдо. Дата его рождения и смерти остаётся неизвестной. Известно, что он происходил из местности Чигок и использовал псевдонимы Хён Дон Джа (кор. 현동자, 玄洞子) и Чу Гён (кор. 주경, 朱耕).
Ан Гён начал свою карьеру во дворце, став членом придворной академии живописи Тохвасо (кор. 도화서) в Сеуле. В этом учреждении работали талантливые художники, занимавшиеся созданием портретов ванов (королей), наследников престола и высокопоставленных чиновников, а также иллюстрацией различных государственных церемоний.
Будучи художником, Ан Гён смог достичь высокого положения при королевском дворе, получив должность хогуна (кор. 호군), соответствующую четвёртому чиновному рангу. Это свидетельствует о его признании и высоком мастерстве. Он входил в число самых уважаемых живописцев своего времени, заслужив благосклонность королевской семьи.

## Творчество
Основным направлением творчества Ан Гёна была пейзажная живопись, выполненная в технике туши на шёлке. Его работы отличаются утончённой композицией, детализированной проработкой природных элементов и выразительной динамикой линий.
Наиболее известным произведением художника является картина «Путешествие-сон к берегу Цветов персика» (кор. 몽유도원도), созданная в 1447 году по заказу принца Анпхёна (кор. 안평대군, 1418—1453), третьего сына вана Седжона Великого. Картина выполнена на шёлке и имеет размеры 38,7×106,5 см. Она является иллюстрацией к средневековой корейской поэме с тем же названием и изображает мистическое путешествие в рай.

### Легенда о создании «Путешествия-сна к берегу Цветов персика»
По преданию, однажды принцу Анпхёну приснился сон, в котором он гулял по прекрасному саду с цветущими персиковыми деревьями. На следующий день он рассказал об этом сновидении Ан Гёну и попросил его воплотить его видение в живописи. Вдохновлённый описанием сна, художник за три дня создал полотно, передав на нём переход от реального мира (слева) к идеальному миру (справа).
Композиция картины выполнена в инновационном для своего времени стиле: сюжет развивается по диагонали, из нижнего левого угла к верхнему правому. Это отличает работу Ан Гёна от традиционных вертикальных китайских свитков. В правой части полотна изображён идеализированный ландшафт с рекой, водопадом и скалами, символизирующий рай.
Учёный Сон Хён (кор. 성현, 1439—1504) восхищался произведением Ан Гёна, называя его шедевром. Однако картина была утрачена в 1453 году во время дворцового переворота, организованного вторым сыном Седжона — принцем Суяном, который стремился захватить власть. Впоследствии картина была обнаружена в японском городе Кагосима в 1893 году и в настоящее время хранится в музее Университета Тенри в Японии.

### Влияние на корейское искусство
Ан Гён оказал огромное влияние на последующее развитие корейской живописи. Его стиль, сочетавший китайские традиции с уникальными корейскими элементами, стал основой для многих последующих художников. Он внес значительный вклад в развитие жанра пейзажа, привнеся в него глубину, перспективу и драматизм. Работы Ан Гёна стали образцами для будущих мастеров, таких как Чон Сон (кор. 정선, 1676—1759), который развил корейскую традицию живописи пейзажей.

## Наследие и память
В честь Ан Гёна в его родном городе Сосан ежегодно проводятся фестивали искусств, посвящённые его творчеству. Он остаётся одной из самых значимых фигур в истории корейской живописи, а его работы продолжают изучаться искусствоведами и вызывать восхищение у ценителей искусства.

## Галерея

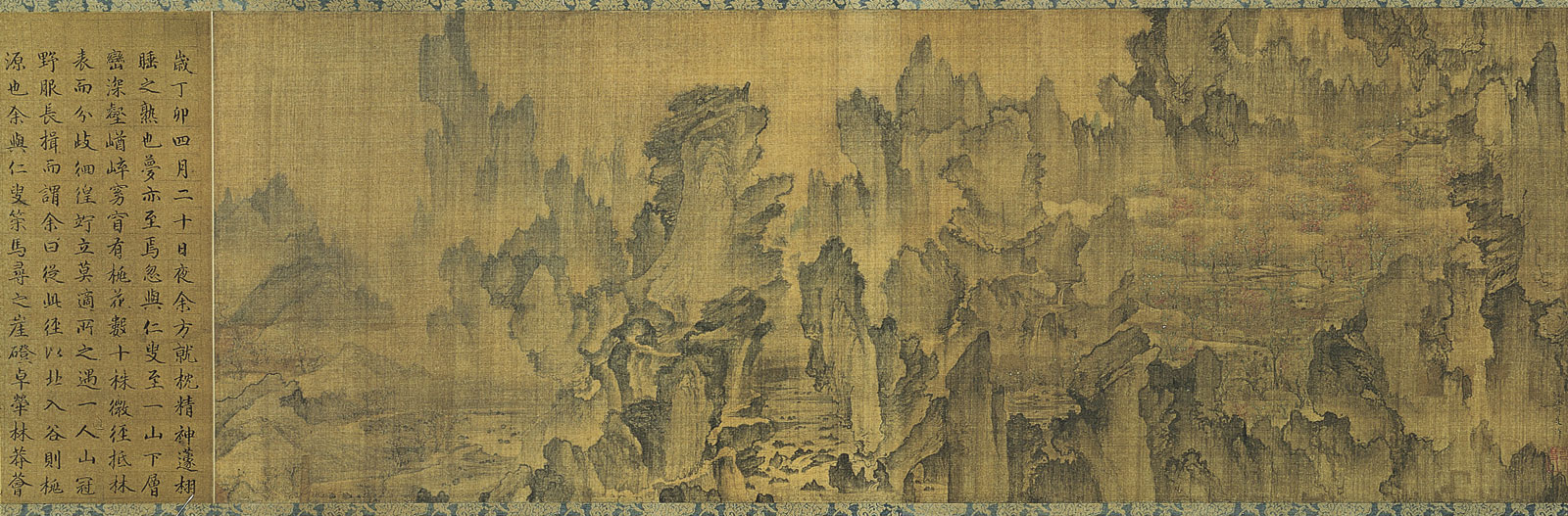
Путешествие-сон к берегу Цветов персика (1447)